# Елливаре
Елливаре (швед. Gällivare, фин. Jällivaara, северносаам. Jiellevárri) — населённый пункт на севере Швеции, в лене Норрботтен, центр одноименной коммуны. Основан в XVII веке.

## Промышленность
Селение является центром горнопромышленного района по добыче железа. Примерно в пяти километрах от Елливаре расположен рудник Мальмбергет. Также рядом находится рудник Коскульскулле. В 1968 году объём добычи железной руды составил 6 млн тонн. Вывоз руды осуществляется по железнодорожной ветке Мальмбанан в порты Нарвик (Норвегия) и Лулео.

## Спорт
В населённом пункте базируется футбольный клуб Gällivare Malmbergets FF. В 2008 году здесь проходил чемпионат мира по футболу VIVA World Cup, который проводится среди сборных, не входящих в ФИФА.
Рядом расположен лыжный комплекс Дундрет, оснащённый шестью подъёмниками и десятью подготовленными склонами, а также конференц-центром и отелем.
Елливаре – родина Яна Боклёва, шведского прыгуна с трамплина, победителя Кубка мира, изобретателя техники прыжка «стиль Боклёва» (V-стиль).

## Население
| Год  | Население |
| ---- | --------- |
| 1970 | 7773      |
| 1975 | 8669      |
| 1980 | 8131      |
| 1990 | 8470      |
| 1995 | 9179      |
| 2000 | 8454      |
| 2005 | 8480      |
| 2010 | 8449      |

Источник:

## Города-побратимы
- Кировск[5]
- Барга, Италия

## В астрономии
В честь Елливаре назван астероид (1073) Гелливара, открытый 14 сентября 1923 года австрийским астрономом Иоганном Пализой и назван его пасынком Йозефом Реденом, в связи с тем фактом, что в 1927 году астрономы наблюдали в Елливаре полное солнечное затмение.